# Gervaso di Rethel
Gervaso di Rethel (... – circa 1124) è stato un nobile e arcivescovo cattolico francese, arcivescovo di Reims tra il 1106 e il 1108 prima di dimettersi e sposarsi per poter diventare conte di Rethel.

## Biografia
Era figlio secondogenito del conte Ugo I di Rethel e della moglie Melisenda di Montlhéry. Venne avviato ad una carriera ecclesiastica e divenne arcidiacono presso la cattedrale di Reims, carica che ricoprì fino al 1106.
Alla morte dell'arcivescovo di Reims Manasse II si aprì una crisi per decidere il suo successore: mentre le autorità locali elessero Raul il Verde, la fazione che sosteneva re Filippo I di Francia gli oppose invece proprio Gervaso. A risolvere la questione intervenne papa Pasquale II, che riconobbe Raul quale nuovo arcivescovo, disconoscendo così Gervaso, che tuttavia continuò a reclamare per sé il titolo per almeno altri due anni.
Accettato infine il giudizio del pontefice attorno al 1108 o 1109 (dopo la morte di Filippo I), tornò al precedente ruolo di arcidiacono fino al 1115, quando la morte del fratello maggiore Manasse lo rese erede al titolo di conte di Rethel (l'altro fratello, Baldovino, era partito per la Terrasanta rinunciando alla successione e sarebbe diventato di lì a poco re di Gerusalemme). Gervaso rinunciò quindi ai voti ecclesiastici e tornò alla corte del padre Ugo, a cui successe alla sua morte nel 1118.
Gervaso morì attorno al 1124, venendo succeduto come conte dalla sorella Matilde (non è chiaro perché la figlia venisse esclusa dalla successione).

## Discendenza
Si sposò attorno al 1120 con Elisabetta di Namur, figlia del conte Goffredo I di Namur. I due ebbero una sola figlia, Melisenda Elisabetta, che sposò il barone Robert Marmion e che fu antenata dei baroni Marmion.